# دانشگاه استراثمور
دانشگاه استراثمور یک دانشگاه رسمی مستقر در نایروبی، کنیا است.
در مارس ۱۹۶۶، اولین پذیرش از دانشجویان حسابداری (بیست و پنج نفر) به دانشجویان کلاس ششم پیوستند و آماده شدن برای امتحانات انجمن حسابداران خبره (ACCA) مستقر در انگلستان را آغاز کردند. این اولین دانشجویان حسابداری توسط بریتیش امریکن توباکو کنیا و آبجوسازی شرق آفریقا حمایت مالی شدند. معاون فعلی دانشگاه پروفسور جان اودیامبو است.